# Германия на летних Олимпийских играх 1996
На летних Олимпийских играх 1996 года сборная Германии завоевала 20 золотых, 18 серебряных и 27 бронзовых медалей, что вывело сборную на 3-е место в неофициальном командном зачёте.

## Медалисты
| Медаль | Спортсмен                                                     | Вид спорта                  | Дисциплина                         |
| ------ | ------------------------------------------------------------- | --------------------------- | ---------------------------------- |
| Золото | Ларс Ридель                                                   | Лёгкая атлетика             | Мужчины, метание диска             |
| Золото | Астрид Кумбернусс                                             | Лёгкая атлетика             | Женщины, толкание ядра             |
| Золото | Ильке Виллуда                                                 | Лёгкая атлетика             | Женщины, метание диска             |
| Золото | Кай Блум Торстен Гуче                                         | Гребля на байдарках и каноэ | Мужчины, байдарка-двойка, 500 м    |
| Золото | Томас Райнек Олаф Винтер Детлеф Хофман Марк Цабель            | Гребля на байдарках и каноэ | Мужчины, байдарка-четвёрка, 1000 м |
| Золото | Андреас Диттмер Гунар Кирхбах                                 | Гребля на байдарках и каноэ | Мужчины, каноэ-двойка, 1000 м      |
| Золото | Анетт Шук Биргит Фишер Мануэла Мукке Рамона Портвих           | Гребля на байдарках и каноэ | Женщины, байдарка-четвёрка, 500 м  |
| Золото | Оливер Фикс                                                   | Гребной слалом              | Мужчины, байдарка-одиночка         |
| Золото | Йенс Фидлер                                                   | Велоспорт                   | Мужчины, спринт                    |
| Золото | Ульрих Кирхофф                                                | Конный спорт                | Конкур, личное первенство          |
| Золото | Людгер Бербаум Ульрих Кирхофф Ларс Ниберг Франке Слотхак      | Конный спорт                | Конкур, командное первенство       |
| Золото | Изабель Верт                                                  | Конный спорт                | Выездка, личное первенство         |
| Золото | Клаус Балькенхоль Мартин Шаудт Моника Теодореску Изабель Верт | Конный спорт                | Выездка, командное первенство      |
| Золото | Андреас Веккер                                                | Спортивная гимнастика       | Мужчины, перекладина               |
| Золото | Удо Квелльмальц                                               | Дзюдо                       | Мужчины, до 65 кг                  |
| Золото | Андреас Хайек Андре Штайнер Штефан Фолькерт Андре Вилльмс     | Академическая гребля        | Мужчины, четвёрки парные           |
| Золото | Катрин Борон Керстин Кёппен Катрин Ручов Яна Зоргерс          | Академическая гребля        | Женщины, четвёрки парные           |
| Золото | Томас Флах Бернд Йекель Йохен Шюман                           | Парусный спорт              | Класс «Солинг»                     |
| Золото | Кристиан Клес                                                 | Стрельба                    | Мужчины, винтовка 50 м лёжа        |
| Золото | Ральф Шуман                                                   | Стрельба                    | Мужчины, скоростной пистолет, 25 м |

| Медаль  | Спортсмен | Вид спорта                  | Дисциплина                               |
| ------- | --- | --------------------------- | ---------------------------------------- |
| Серебро | Барбара Мензинг Сандра Вагнер Корнелия Пфоль                                                                                   | Стрельба из лука            | Женщины, командное первенство            |
| Серебро | Франк Буземан | Лёгкая атлетика             | Мужчины, десятиборье                     |
| Серебро | Октай Уркал | Бокс                        | Мужчины, до 63,5 кг                      |
| Серебро | Кай Блум Торстен Гуче | Гребля на байдарках и каноэ | Мужчины, байдарка-двойка, 1000 м         |
| Серебро | Биргит Фишер Рамона Портвих | Гребля на байдарках и каноэ | Женщины, байдарка-двойка, 500 м          |
| Серебро | Ян Хемпель | Прыжки в воду               | Мужчины, вышка                           |
| Серебро | Анника Вальтер | Прыжки в воду               | Женщины, вышка                           |
| Серебро | Марк Кляйншмидт Детлеф Кирхгофф Вольфрам Хун Роланд Бар Марк Вебер Ульрих Виферс Петер Тиде Торстен Штреппельхофф Франк Рихтер | Академическая гребля        | Мужчины, восьмёрки                       |
| Серебро | Петра Хорнебер | Стрельба                    | Женщины, пневматическая винтовка, 10 м   |
| Серебро | Сюзанна Кирмайер | Стрельба                    | Женщины, дубль-трап                      |
| Серебро | Сандра Фёлькер | Плавание                    | Женщины, 100 м вольным стилем            |
| Серебро | Франциска ван Альмсик | Плавание                    | Женщины, 200 м вольным стилем            |
| Серебро | Дагмар Хазе | Плавание                    | Женщины, 400 м вольным стилем            |
| Серебро | Дагмар Хазе | Плавание                    | Женщины, 800 м вольным стилем            |
| Серебро | Франциска ван Альмсик Керстин Кильгасс Анке Шольц Дагмар Хазе                                                                  | Плавание                    | Женщины, эстафета 4×200 м вольным стилем |
| Серебро | Марк Хустер | Тяжёлая атлетика            | Мужчины, до 83 кг                        |
| Серебро | Ронни Веллер | Тяжёлая атлетика            | Мужчины, свыше 108 кг                    |
| Серебро | Томас Цандер | Греко-римская борьба        | Мужчины, до 82 кг                        |

| Медаль | Спортсмен                                                          | Вид спорта           | Дисциплина                                       |
| ------ | ------------------------------------------------------------------ | -------------------- | ------------------------------------------------ |
| Бронза | Флориан Швартхофф                                                  | Лёгкая атлетика      | Мужчины, 110 м с барьерами                       |
| Бронза | Андрей Тивончик                                                    | Лёгкая атлетика      | Мужчины, прыжки с шестом                         |
| Бронза | Ута Рёландер Линда Кисабака Аня Рюкер Грит Бройер                  | Лёгкая атлетика      | Мужчины, эстафета 4×400 м                        |
| Бронза | Золтан Лунка                                                       | Бокс                 | Мужчины, до 51 кг                                |
| Бронза | Томас Ульрих                                                       | Бокс                 | Мужчины, до 81 кг                                |
| Бронза | Луан Красничи                                                      | Бокс                 | Мужчины, до 91 кг                                |
| Бронза | Томас Беккер                                                       | Гребной слалом       | Мужчины, байдарка-одиночка                       |
| Бронза | Андре Эренберг Михаэль Сенфт                                       | Гребной слалом       | Мужчины, каноэ-двойка                            |
| Бронза | Юдит Арндт                                                         | Велоспорт            | Женщины, индивидуальная гонка преследования 3 км |
| Бронза | Аня Фихтель-Мориц Сабине Бау Моника Вебер-Косто                    | Фехтование           | Женщины, командная рапира                        |
| Бронза | Рихард Траутман                                                    | Дзюдо                | Мужчины, до 60 кг                                |
| Бронза | Марко Спиттка                                                      | Дзюдо                | Мужчины, до 86 кг                                |
| Бронза | Франк Мёллер                                                       | Дзюдо                | Мужчины, свыше 95 кг                             |
| Бронза | Йоханна Хагн                                                       | Дзюдо                | Женщины, свыше 72 кг                             |
| Бронза | Томас Ланге                                                        | Академическая гребля | Мужчины, одиночки                                |
| Бронза | Марк Варнеке                                                       | Плавание             | Мужчины, 100 м брассом                           |
| Бронза | Кристиан Трёгер Бенгт Цикарски Бьёрн Цикарски Марк Пингер          | Плавание             | Мужчины, эстафета 4×100 м вольным стилем         |
| Бронза | Аймо Хайльман Кристиан Келлер Кристиан Трёгер Штеффен Цесснер      | Плавание             | Мужчины, эстафета 4×200 м вольным стилем         |
| Бронза | Сандра Фёлькер                                                     | Плавание             | Женщины, 50 м вольным стилем                     |
| Бронза | Дагмар Хазе                                                        | Плавание             | Женщины, 200 м вольным стилем                    |
| Бронза | Антье Бушшульте Симоне Озигус Франциска ван Альмсик Сандра Фёлькер | Плавание             | Женщины, эстафета 4×100 м вольным стилем         |
| Бронза | Йёрг Росскопф                                                      | Настольный теннис    | Мужчины, одиночный разряд                        |
| Бронза | Марк-Кевин Гёлльнер Давид Приносил                                 | Теннис               | Мужчины, парный разряд                           |
| Бронза | Оливер Карусо                                                      | Тяжёлая атлетика     | Мужчины, до 91 кг                                |
| Бронза | Майк Булльман                                                      | Греко-римская борьба | Мужчины, до 90 кг                                |
| Бронза | Арават Сабеев                                                      | Вольная борьба       | Мужчины, до 100 кг                               |

## Результаты соревнований

### Академическая гребля
В следующий раунд из каждого заезда проходили несколько лучших экипажей (в зависимости от дисциплины). В финал A выходили 6 сильнейших экипажей, остальные разыгрывали места в утешительных финалах B-D.
Мужчины
| Соревнование | Спортсмены                              | Предварительный заезд | Предварительный заезд | Предварительный заезд | Отборочный заезд | Отборочный заезд | Отборочный заезд | Полуфинал      | Полуфинал      | Полуфинал      | Финал   | Финал   | Итоговое место |
| Соревнование | Спортсмены                              | Заезд                 | Время                 | Место                 | Заезд            | Время            | Место            | Заезд          | Время          | Место          | Время   | Место   | Итоговое место |
| ------------ | --------------------------------------- | --------------------- | --------------------- | --------------------- | ---------------- | ---------------- | ---------------- | -------------- | -------------- | -------------- | ------- | ------- | -------------- |
| одиночки     | Томас Ланге                             | 3                     | 7:34,52               | 1 Q                   | Не участвовал    | Не участвовал    | Не участвовал    | Полуфинал A/B  | Полуфинал A/B  | Полуфинал A/B  | Финал A | Финал A | 3              |
| одиночки     | Томас Ланге                             | 3                     | 7:34,52               | 1 Q                   | Не участвовал    | Не участвовал    | Не участвовал    | 2              | 7:12,30        | 1 QA           | 6:47,72 | 3       | 3              |
| двойки       | Маттиас Унгемах Колин фон Эттингсхаузен | 2                     | 6:57,78               | 4                     | 3                | 7:11,67          | 5 QC             | не участвовали | не участвовали | не участвовали | Финал C | Финал C | 15             |
| двойки       | Маттиас Унгемах Колин фон Эттингсхаузен | 2                     | 6:57,78               | 4                     | 3                | 7:11,67          | 5 QC             | не участвовали | не участвовали | не участвовали | 7:06,88 | 3       | 15             |

### Водные виды спорта

#### Прыжки в воду
По итогам предварительных 6 прыжков в полуфинал проходило 18 спортсменов. Далее прыгуны выполняли по 5 прыжков из обязательной программы, результаты которых суммировались с результатами предварительных прыжков. По общей сумме баллов определялись финалисты соревнований. Финальный раунд, состоящий из 6 прыжков, спортсмены начинали с результатом, полученным в полуфинале.
Мужчины
| Соревнование      | Спортсмены    | Предварительный раунд | Предварительный раунд | Полуфинал | Полуфинал | Сумма     | Сумма | Финал     | Финал | Итог      | Итог  |
| Соревнование      | Спортсмены    | Результат             | Место                 | Результат | Место     | Результат | Место | Результат | Место | Результат | Место |
| ----------------- | ------------- | --------------------- | --------------------- | --------- | --------- | --------- | ----- | --------- | ----- | --------- | ----- |
| трамплин, 3 метра | Ян Хемпель    | 358,26                | 13 Q                  | 219,99    | 7         | 578,25    | 10 Q  | 402,33    | 8     | 622,32    | 7     |
| трамплин, 3 метра | Андреас Вельс | 405,33                | 5 Q                   | 207,21    | 11        | 612,54    | 6 Q   | 376,35    | 12    | 583,56    | 12    |

Женщины
| Соревнование      | Спортсмены     | Предварительный раунд | Предварительный раунд | Полуфинал | Полуфинал | Сумма     | Сумма | Финал                 | Финал                 | Итог                  | Итог                  |
| Соревнование      | Спортсмены     | Результат             | Место                 | Результат | Место     | Результат | Место | Результат             | Место                 | Результат             | Место                 |
| ----------------- | -------------- | --------------------- | --------------------- | --------- | --------- | --------- | ----- | --------------------- | --------------------- | --------------------- | --------------------- |
| трамплин, 3 метра | Клаудия Бокнер | 281,31                | 5 Q                   | 200,19    | 15        | 481,50    | 8 Q   | 255,51                | 11                    | 455,70                | 11                    |
| трамплин, 3 метра | Симона Кох     | 239,91                | 16 Q                  | 204,99    | 11        | 444,90    | 16    | Завершила выступление | Завершила выступление | Завершила выступление | Завершила выступление |